# Dipsas brevifacies
La culebra caracolera chata (Dipsas brevifacies)  es una especie de serpiente que pertenece a la familia Dipsadidae.
Es endémica de la península de Yucatán y se distribuye el sureste de México (Yucatán, Campeche, Quintana Roo), y el norte de Belice. Es posible que ocurra también en el noreste de Petén en Guatemala. Su hábitat natural se compone de bosque espinoso xérico en el noroeste de Yucatán y bosque mésico. Su rango altitudinal oscila entre 0 y 300 m s. n. m.. Es una serpiente terrestre que se alimenta principalmente de caracoles.